# Championnat d'Espagne de football de deuxième division 1932-1933
Navigation
Segunda División 1931-32 Segunda División 1933-34
Le championnat d'Espagne de football de deuxième division 1932-1933 est la 5e édition du championnat. Organisé par la Fédération espagnole de football, le championnat se déroule du 27 novembre 1932 au 26 mars 1933.
Le vainqueur du championnat est le Oviedo FC.

## Règlement de la compétition
Comme la saison précédente, le championnat est composé d'un groupe de dix clubs. Selon un système de ligue, les dix équipes s'affrontent à deux reprises, une fois à domicile et une fois à l'extérieur, soit un total de dix-huit matches. L'ordre des matches a été décidé par un tirage au sort avant le début de la compétition.
Le classement final est établi sur le nombre des points obtenus lors de chaque rencontre, à raison de deux points par match gagné, un pour un match nul et aucun pour une défaite. Si, à la fin du championnat, deux équipes ont le même nombre de points, les critères établis par le règlement pour départager les équipes sont les suivants :
1. Les confrontations directes entre les équipes à égalité.
2. Si l'égalité persiste, celui qui a la meilleure différences de buts.

L'équipe ayant le plus de points à la fin du championnat est champion de Segunda División et est promue directement en Primera División pour la saison suivante, étant remplacée par la dernière équipe de cette catégorie.
D'autre part, le dernier classé de Segunda División est relégué en Tercera División, étant remplacé par le champion des barrages de promotion de cette catégorie.

## Équipes participantes
| \| A. Madrid Castellón Celta Coruña Gijón Murcie Osasuna Oviedo Séville Unión \| Localisation des clubs engagés dans le championnat. |
| A. Madrid Castellón Celta Coruña Gijón Murcie Osasuna Oviedo Séville Unión                                                           |

| Clubs              | Ville                 | Stade          |
| ------------------ | --------------------- | -------------- |
| Athletic de Madrid | Madrid                | Metropolitano  |
| CD Castellón       | Castellón de la Plana | El Sequiol     |
| CA Osasuna         | Pampelune             | San Juan       |
| Club Celta         | Vigo                  | Stade Balaídos |
| CD Coruña          | La Corogne            | Riazor         |
| Murcie FC          | Murcie                | La Condomina   |
| Oviedo FC          | Oviedo                | Buenavista     |
| Séville FC         | Séville               | Nervión        |
| Sporting de Gijón  | Gijón                 | El Molinón     |
| Unión Club de Irun | Irun                  | Gal            |

## Classement
| Rang | Équipe               | Pts | J  | G  | N | P  | Bp | Bc | Diff |  | Résultats (▼ dom., ► ext.) | OVI | ATH | MUR | UNI | COR | SPO | CEL | OSA | SEV | CAS |
| ---- | -------------------- | --- | -- | -- | - | -- | -- | -- | ---- |  | -------------------------- | --- | --- | --- | --- | --- | --- | --- | --- | --- | --- |
| 1    | Oviedo FC            | 27  | 18 | 12 | 3 | 3  | 58 | 26 | +32  |  | Oviedo FC                  |     | 5-1 | 3-0 | 2-0 | 6-1 | 3-3 | 2-1 | 7-1 | 5-1 | 8-1 |
| 2    | Athletic de Madrid   | 24  | 18 | 10 | 4 | 4  | 40 | 35 | +5   |  | Athletic de Madrid         | 3-0 |     | 4-2 | 4-2 | 0-0 | 2-0 | 2-0 | 1-5 | 2-1 | 8-1 |
| 3    | Murcie FC            | 20  | 18 | 9  | 2 | 7  | 33 | 41 | -8   |  | Murcie FC                  | 1-3 | 4-1 |     | 2-1 | 1-0 | 5-1 | 1-2 | 2-1 | 3-2 | 1-0 |
| 4    | Unión Club de Irun R | 20  | 18 | 9  | 2 | 7  | 51 | 36 | +15  |  | Unión Club de Irun         | 2-2 | 7-1 | 9-1 |     | 7-1 | 3-1 | 3-0 | 3-3 | 1-0 | 6-0 |
| 5    | CD Coruña            | 20  | 18 | 8  | 4 | 6  | 39 | 38 | +1   |  | CD Coruña                  | 3-1 | 1-1 | 1-1 | 5-0 |     | 4-3 | 7-2 | 5-0 | 3-1 | 4-0 |
| 6    | Sporting de Gijón    | 18  | 18 | 8  | 2 | 8  | 49 | 40 | +9   |  | Sporting de Gijón          | 2-3 | 0-1 | 2-2 | 5-1 | 2-0 |     | 3-1 | 8-2 | 5-1 | 6-1 |
| 7    | Club Celta           | 17  | 18 | 8  | 1 | 9  | 36 | 38 | -2   |  | Club Celta                 | 2-1 | 2-4 | 1-2 | 4-2 | 4-1 | 3-4 |     | 3-0 | 4-1 | 4-1 |
| 8    | CA Osasuna P         | 17  | 18 | 7  | 3 | 8  | 45 | 47 | -2   |  | CA Osasuna P               | 3-3 | 2-2 | 6-1 | 1-2 | 8-1 | 3-2 | 4-2 |     | 4-0 | 1-2 |
| 9    | Séville FC           | 13  | 18 | 5  | 3 | 10 | 29 | 38 | -9   |  | Séville FC                 | 1-2 | 0-0 | 3-1 | 1-2 | 1-1 | 5-2 | 1-1 | 3-1 |     | 4-0 |
| 10   | CD Castellón         | 4   | 18 | 2  | 0 | 16 | 14 | 54 | -40  |  | CD Castellón               | 0-2 | 3-4 | 1-3 | 3-0 |     |     |     |     | 1-3 |     |

Promotion et relégation
- 1er : promotion en Primera División
- 10e : relégation en Tercera División

Abréviations
- R : Relégué de Primera División 1931-1932
- P : Promu de Tercera División 1931-1932

1. ↑  Le stade El Sequiol a été fermé en raison d'incidents lors du match entre le CD Castellón et le Oviedo FC. Le club de Castellón a refusé de jouer les quatre derniers matches à domicile restants au Stade de Mestalla de Valence, ce qui explique que ces matches aient été donnés comme gagnés à leurs adversaires (CD Coruña, Sporting de Gijón, Celta de Vigo et CA Osasuna) sans être joués.

## Bilan de la saison
| Championnat d'Espagne de football de deuxième division 1932-1933 |                       |
| Champion                                                         | Oviedo FC (1er titre) |
| Dauphin                                                          | Athletic de Madrid    |
| Promotions et relégations                                        |                       |
| Promus en Primera División                                       | Oviedo FC             |
| Relégués en Segunda División                                     | CD Alavés             |
| Promus en Segunda División                                       | CS Sabadell           |
| Relégués en Tercera División                                     | CD Castellón          |